# Ilse DeLange

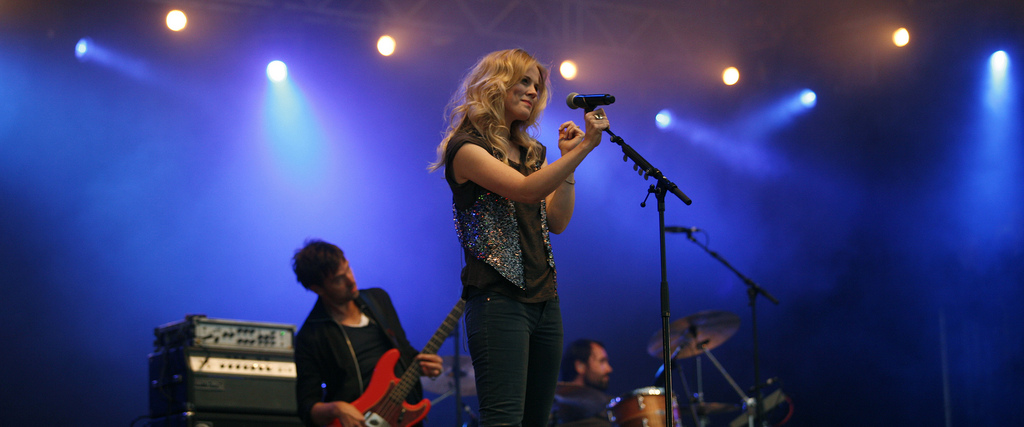
Ilse DeLange in 2011

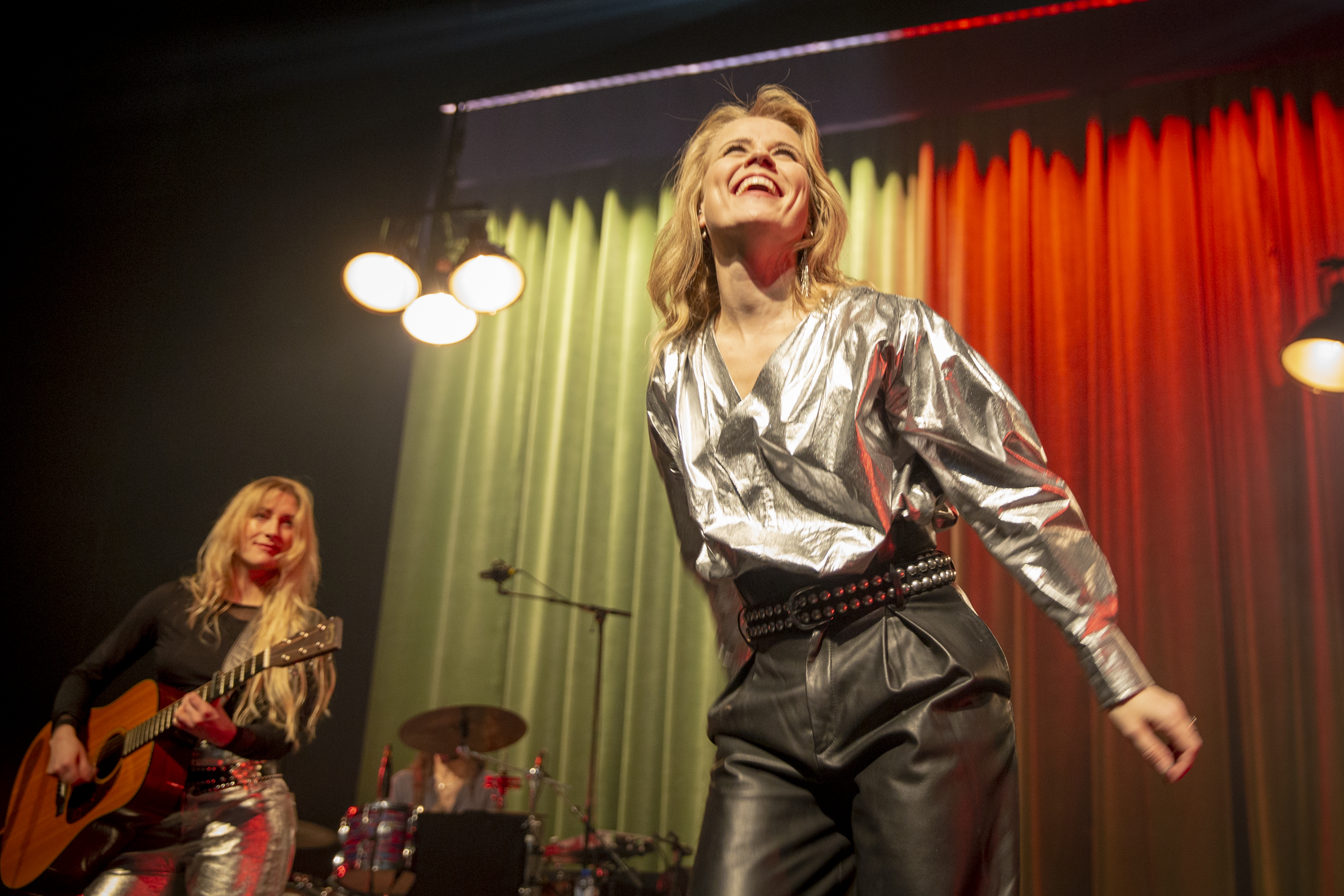
Ilse DeLange - Theatertour 2022

Ilse DeLange, artiestennaam van Ilse Annoeska de Lange (Almelo, 13 mei 1977), is een Nederlandse zangeres. In 1998 brak ze door met haar hit I'm not so tough, afkomstig van het album World of hurt, dat later meervoudig platina zou worden. Latere successen waren de hits Miracle, So incredible en The Great Escape.
DeLange werd samen met Waylon onder de naam The Common Linnets tweede bij het Eurovisiesongfestival 2014 in Kopenhagen. In 2019 zegevierde ze als mentor en regisseur van Duncan Laurence, die het Eurovisiesongfestival 2019 won met zijn nummer Arcade.
In 1998, 2001, 2004, 2009, 2011, 2015, 2019 en 2020 won DeLange een Edison en haar albums bereikten achttien keer platina. In 2023 won Ilse voor de tweede keer de prestigieuze ‘Jeff Walker Global Country Music Award’ van de CMA Awards Organisatie.

## Jeugd
De Lange groeide op in een gereformeerd gezin in Almelo. Als tiener kwam De Lange te werken als schoenenverkoopster bij het Almelose filiaal van de Schoenenreus. Door haar zangtalent kon zij uiteindelijk in 1998 deze baan verruilen voor het begin van een professionele zangcarrière.
Haar schoolopleiding bestond uit een opleiding aan een christelijke MAVO, gevolgd door Middelbaar Middenstand Onderwijs (MMO).

## Carrière

### 1985 - 1995

#### Begin van haar loopbaan
DeLange begon haar loopbaan op achtjarige leeftijd als playbackartieste, waarmee ze diverse wedstrijden op haar naam schreef, onder meer met een imitatie van Toon Hermans. Daarnaast volgde ze als negenjarige meisje danslessen. Na te zijn overgeschakeld op liverepertoire, trok ze via regionale en landelijke talentenjachten de aandacht van Hilversum, wat haar enkele televisieoptredens opleverde. Met gitarist Joop van Liefland vormde ze tijdelijk een duo, waarmee ze haar eerste schreden op het countrypad zette.
In het voorjaar van 1994 nam Ilse deel aan de jaarlijkse SCPO talentenshow in Oss. Daar trad zij samen met gitarist Joop van Liefland op en won in de categorie solo-artiest. In het vaste juryteam van de SCPO zaten o.a. muzikanten-muziekjournalisten John Smulders en Henk Korsten (Country Gazette). In 1994 trad Ilse ook bij de Nederlandse Country Music Awards. Ondanks positieve reacties gebeurde er vooralsnog weinig; ze kwam wel in contact met vertegenwoordigers van het platenlabel Warner Music, maar het duurde nog enkele jaren van onderhandelen voordat zij haar contracteerden. In 1994 deed ze ook mee aan het Zangfestival der Onbekenden in Eindhoven met covers van Daddy's Hands van Holly Dunn en The Song Remembers When van Trisha Yearwood. Haar optreden werd bekroond met de eerste plaats, een trofee en een waardebon voor een demo-opname.

### 1996 - 2003

#### Doorbraak metWorld of Hurt
In 1996 zong ze mee met de gelegenheidsgroep Wij, die de single De oorlog meegemaakt uitbracht. In 1998, inmiddels deel uitmakend van de groep Cash On Delivery, vertrok ze naar Nashville, Verenigde Staten, om onder leiding van topproducer Barry Beckett, het album World of Hurt op te nemen. Doordat ze in de country-hoofdstad van de wereld een country-cd mocht opnemen, raakte ze bekend in Nederland. Haar debuutsingle I'm not so tough bracht ze voor het eerst live ten gehore op donderdagavond 9 april 1998 in de veelbekeken televisieshow Laat de Leeuw van Paul de Leeuw bij de VARA op Nederland 3. De tv-uitzending was zó populair dat het album vervroegd werd uitgebracht. Het album werd een groot succes in Nederland en uiteindelijk werden van haar debuutalbum internationaal 450.000 stuks verkocht, goed voor meervoudig platina. DeLange ontving in 1999 een TMF Award en een Edison.

#### Dear John
Het jaar 1999 was ook het jaar waarin DeLange een livealbum uitbracht: Dear John, een registratie van een Marlboro Flashbacks-minitournee die ze dat jaar deed, en waarin ze liedjes van zanger John Hiatt op eigen wijze coverde. De cd werd al snel platina.

#### Livin' on Love
Hierna vloog DeLange weer naar Amerika om aan haar tweede studioalbum te werken. Bijna een jaar lang hield de zangeres zich stil. Medio 2000 werden de eerste geruchten rondom het nieuwe album al een beetje verspreid. In oktober verscheen de single Livin' On Love als voorloper van het nieuwe album met dezelfde titel dat in november uitkwam. Op dit album ging DeLange al wat meer de pop- en rockkant op, en schoof de country wat naar de achtergrond. Ondanks de promotie werd het album minder succesvol dan World of Hurt en kwam niet hoger dan de vijfde plaats. Toch behaalde de cd platina.
De single  kwam niet verder dan de 37e plek in de Nederlandse Top 40, en de 44e plek in de Single Top 100. In begin 2001 kwam een tweede single uit, I Still Cry, maar die kwam niet in de Top 40 en bereikte de 70e positie in de Single Top 100.
Begin 2001 startte DeLange met de Livin' On Love Tour en deed zij veel theaters en concertzalen in het land aan. Intussen werd er ook gewerkt aan een doorbraak in Amerika. World of Hurt zou daar in eerste instantie uitgebracht worden, maar hoge platenbazen vonden de plaat uiteindelijk te gedateerd om nog uit te brengen. De hoop viel dus op het nieuwe album Livin' On Love. Om onbekende redenen werd de cd niet uitgebracht, waarschijnlijk omdat Amerikaanse labels de sound van de plaat niet genoeg bij het countrygenre vonden passen. Hierop besloot DeLange zich de komende jaren enkel op de Benelux te storten.
Ze won een Edison voor de beste Nederlandse artiest van 2001. Door alle zakelijke omstandigheden raakte de zangeres lichamelijk oververmoeid. Tijdens een optreden in Paradiso (Amsterdam) kreeg ze problemen met haar stem en vertelde het publiek geëmotioneerd dat ze niet de kracht had om het optreden voort te zetten. Een warm applaus was het gevolg. Op doktersadvies moest ze vervolgens enkele weken rust houden vanwege vermoeide stembanden. Enkele maanden later in dat jaar trad ze op Parkpop op.
In maart 2002 vertrok DeLange met partner Bart Vergoossen voor negen maanden naar Amerika om aan een nieuw album te werken. Tijdens de opnames had ze nu zelf alle touwtjes in handen. In april 2003 verscheen het nieuwe album getiteld Clean Up, een plaat met pop/rocksound en zeer autobiografische teksten, allemaal door de zangeres zelf geschreven. DeLange was heel tevreden over de nieuwe plaat en ondanks de nieuwe sound werd het album al snel een succes. Ook leverde ze een bijdrage aan een cd ten behoeve van War Child. Tijdens het concert Friends For Warchild zong DeLange samen met Trijntje Oosterhuis en Jacqueline Govaert van Krezip een nummer van The Beatles. In oktober kwam een verzamelalbum op de markt: Here I Am - 1998/2003. Dit album bereikte goud.

### 2004 - 2007

#### Nieuwe platenmaatschappij
Begin 2004 werd de Nederlandse stal van DeLanges platenmaatschappij Warner Music opgeheven en stond de zangeres zonder platencontract op straat. Kort daarna ontving ze een Edison voor Clean Up. In april van dat jaar werkte DeLange mee aan een single van de Italiaanse zanger Zucchero. Het nummer heette Blue en werd in Nederland een bescheiden hit. Door problemen met het management werd het stiller rondom de zangeres. Over een nieuw platencontract was nog niets bekend, maar DeLange gaf wel aan druk bezig te zijn met de toekomst. Eind 2005 ging de zangeres (zonder een nieuw album) weer op tournee door het land. Bijna alle concerten van deze tour waren snel uitverkocht.

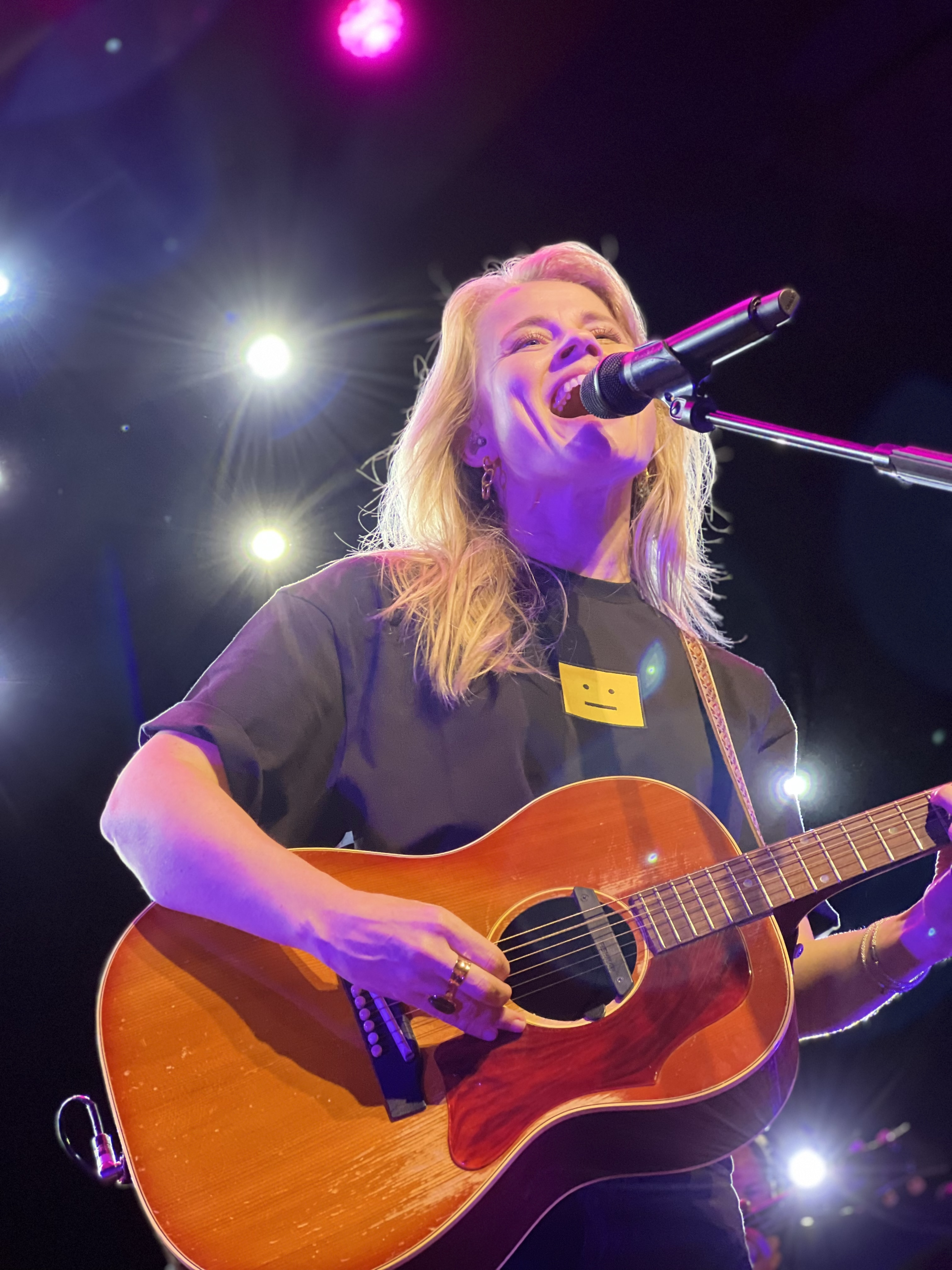
Ilse DeLange tijdens haar 2021 clubtour in het Paard in Den Haag

#### The Great Escape
Intussen werd in Amerika samen met topproducer Patrick Leonard hard gewerkt aan een nieuwe plaat. Dit album, The Great Escape, werd op 16 juni 2006 uitgebracht. De gelijknamige single verscheen eind mei. Het album was bij uitkomen reeds goud en bereikte in augustus 2006 de platinastatus (70.000 verkochte exemplaren). In september volgde de tweede single The Lonely One. Het album leverde DeLange in oktober 2006 haar tweede TMF Award op. Tijdens Marco Borsato's concertenreeks Symphonica in Rosso in GelreDome te Arnhem trad DeLange diverse keren op als special guest. In december maakte ze een minitournee door het land, waarvan alle optredens snel waren uitverkocht. Vanaf februari lag de derde single van het album, de ballade I Love You, in de winkels. Ook werd die maand bekendgemaakt dat DeLange voor de eerste keer een eigen concert zou geven op 5 april 2007 in de Heineken Music Hall te Amsterdam vanwege het succes rondom het nieuwste album. Omdat de tickets voor dit optreden zo snel waren uitverkocht werd al snel besloten om een tweede datum toe te voegen en wel 4 april. In juni verscheen Reach For The Light, de vierde single van het album The Great Escape. Omdat het nummer enkel als betaalde download werd aangeboden, wist het de charts niet te halen. Op 26 oktober bracht DeLange een nieuw live-album uit, Live, een registratie van de concerten die ze in april gaf in de Heineken Music Hall in Amsterdam. Van het nummer The Great Escape is een tranceremix uitgebracht door dj Armin van Buuren. Deze bracht DeLange samen met Van Buuren live ten gehore in Ahoy Rotterdam tijdens zijn negen en een half uur durende set Armin Only.

### 2008- 2010

#### Incredible
Ondertussen was de zangeres ook bezig met de voorbereiding van een nieuw album, Incredible. Sinds 20 februari 2008 verbleef ze in de Zweedse havenstad Göteborg waar ze de liedjes hiervoor zowel schreef als opnam. 
In Engeland werkte ze hiervoor met songwriters die meewerkten aan het debuut van James Morrison. In juni 2008 werd bekend dat DeLange de titelsong zou schrijven (samen met Sacha Skarbek) en zingen in het romantisch drama Bride Flight, met hoofdrollen van Rutger Hauer, Willeke van Ammelrooy en Waldemar Torenstra. Dit nummer werd eind 2008 uitgebracht. Miracle heeft totaal 25 weken in de Top 40 heeft gestaan, waarvan 3 weken op nummer één. Het nummer werd goed ontvangen door de media. Later heeft ze een video-clip opgenomen voor dit nummer, maar kreeg minder lovende reacties dan het nummer.

Op 3 september 2008 reisde DeLange langs verscheidene radiostations om de nieuwe single So incredible, die op 19 september 2008 uitkwam, te promoten. De videoclip nam ze samen met Jake Davis op in Los Angeles. Een dag na verschijnen beleefde de single zijn live-primeur. Dat was tijdens het eerste TT-Live pop- & rockfestival op het TT-circuit in Assen. Het nummer betekende haar eerste nummer 1-hit. Het stond op 1 november 2008 op de eerste plaats van de Single Top 100. Na twee jaar wachten kwam op 17 oktober 2008 haar nieuwe album Incredible uit. Tijdens de uitzending van RTL Boulevard op 11 november 2008 ontving DeLange een gouden plaat voor het album. In korte tijd werden er 60.000 exemplaren van verkocht waarvoor ze bij die gelegenheid een platinaprijs ontving. De tweede single van het album Incredible was Miracle. De derde single was Puzzle Me, de vierde We're Alright. Met So Incredible (#6), Miracle (#1) en Puzzle Me (#5) scoorde Ilse drie top 10-hits op rij in de Top 40.

#### Next to Me
Op 27 augustus 2010 verscheen haar nieuwe studioalbum, Next to Me, een plaat met acht nieuwe liedjes een minialbum. Het was opgenomen in Nashville, Tennessee. De gelijknamige eerste single van dit nieuwe album kwam op 14 juli 2010 uit. Het nummer heeft 13 weken in de Top 40 gestaan met als hoogste positie #9.  Al snel na verschijning stond het hoog in de lijsten van de Nederlandse iTunes Store. Het album ontving al snel de status van goud.

### 2011- 2014

#### Onafgemaakt album
In 2011 ging DeLange in zee met producer Matthew Wilder om vervolgens een sound te creëren die misschien wat verder van haar af lag, maar tegelijkertijd zich gemakkelijker kon meten met hits die in de Amerikaanse hitlijsten stonden. De leadsingle DoLuv2LuvU verscheen eind 2011. Doluv2luvu, tevens ook het themalied voor Serious Request 2011, werd in 2011 uitgeroepen tot 3FM Megahit. Het album werd wegens het overlijden van DeLanges vader, in januari 2012, naar de achtergrond verplaatst. DeLange had al eerder haar afspraken afgezegd tijdens de ziekte van haar vader. Door het opschuiven van werkzaamheden en het verlies van haar vader werd het album uiteindelijk geannuleerd. De zangeres bleek, na het rouwproces rondom de dood van haar vader, zich niet meer te kunnen vinden in de sound van haar nieuwste plaat en begon opnieuw. Ze maakte uiteindelijk een album dat qua stijl en geluid dichter bij haar gevoel lag. Dat album verscheen in september 2012. Het album, genaamd Eye of the hurricane, werd kort na uitbrengen met goud onderscheiden. De eerste single Hurricane werd een Top 10-hit. Opvolger Winter of Love deed het minder goed maar het album bleef wel goed verkopen. Het uitbrengen van het album werd tevens gevierd met een concert in het GelreDome in Arnhem. Dit concert zou oorspronkelijk in maart 2012 plaatsvinden maar werd door de ziekte van DeLanges vader verschoven naar september.

#### The Voice
Ilse was twee seizoenen coach van The Voice of Holland, viermaal in The Voice Senior en vijf keer in The Voice Kids. The Voice is een wereldberoemde talentenjacht. In de "blind auditions" worden deelnemers geselecteerd op hun stem. Als een van de juryleden of coaches besluit de artiest in zijn of haar team te plaatsen, moet hij of zij op de eigen "I Want You"-knop drukken. DeLange heeft tweemaal een winnaar in haar team gehad. In 2016 won Esmée Schreurs The Voice Kids. In 2019 won Ruud Hermans The Voice Senior.

#### Eurovisiesongfestival 2014

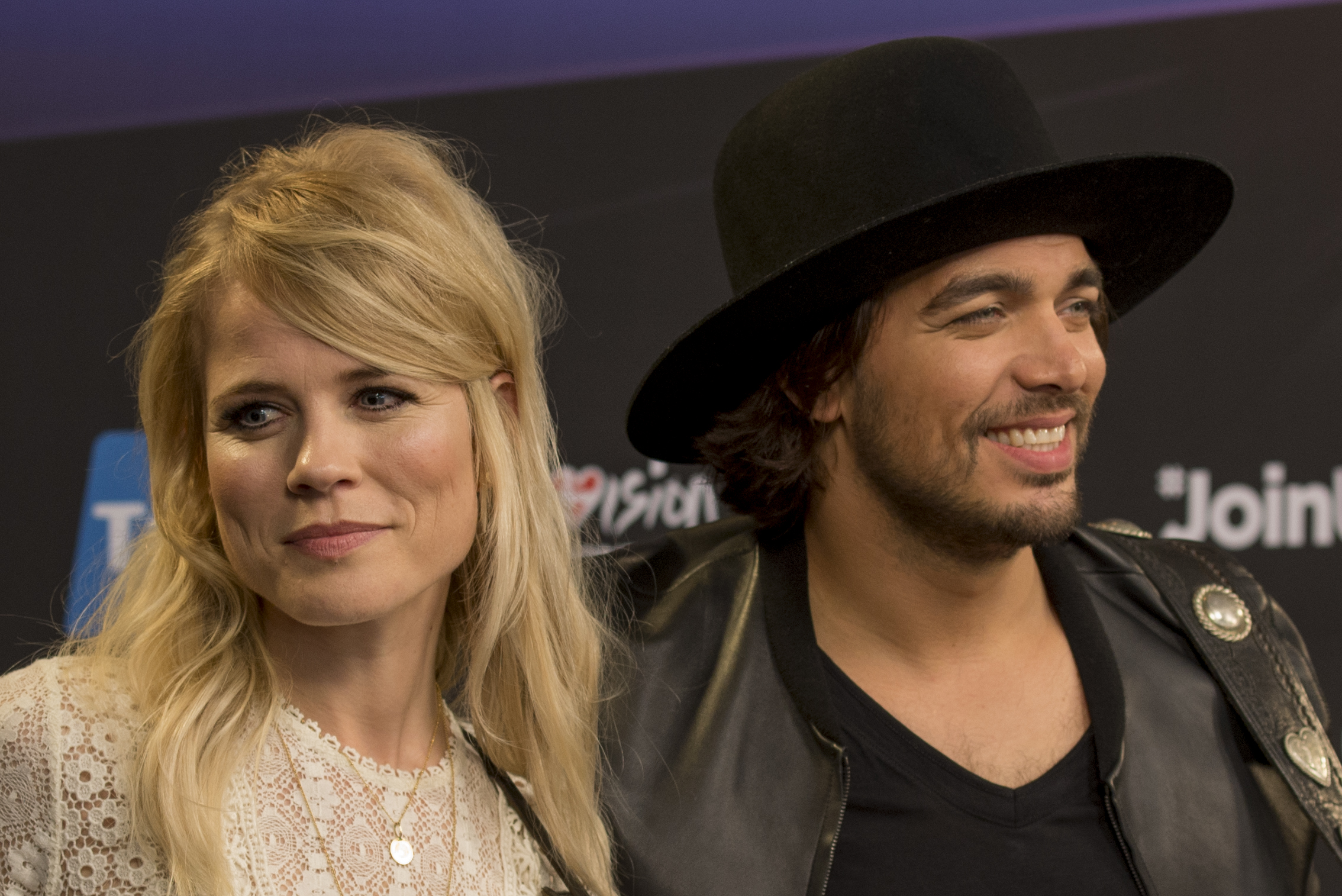
The Common Linnets tijdens het Eurovisiesongfestival 2014

Samen met Waylon vertegenwoordigde ze als het gelegenheidsduo The Common Linnets Nederland op het Eurovisiesongfestival 2014 in Denemarken. Aanvankelijk voelde ze er niets voor om deel te nemen, maar door de deelname van Anouk aan het Eurovisiesongfestival 2013 veranderde haar mening en zag ze kansen om het lied centraal te stellen. Met het country/bluegrass-nummer Calm After the Storm werden The Common Linnets tweede achter Oostenrijk.
Het nummer Calm After the Storm werd een Europese hit met top 10-noteringen in onder meer België, Duitsland, Zwitserland, Oostenrijk, Spanje, Denemarken en het Verenigd Koninkrijk. evenals het debuutalbum van The Common Linnets; het album, dat twee dagen voor de grote finale van het songfestival uitkwam, ging alleen al in Nederland binnen een week vijftigduizend keer over de toonbank. De cd hield in de albumlijst onder meer grote releases van Michael Jackson en Coldplay van de nummer 1-positie. Eind juli waren er wereldwijd 150 duizend exemplaren van The Common Linnets verkocht, goed voor drievoudig platina. In oktober werden zowel de single als het album met goud beloond in Duitsland en Oostenrijk. Ook hebben de Common Linnets een EBBA award 2015 gewonnen. Vanwege het succes kwam er een Europese promotietour. Na de promotietour volgde een Europese tournee langs onder meer Londen, Wenen en verschillende Duitse en Nederlandse steden. Ook de Verenigde Staten werd aangedaan.

#### Tuckerville

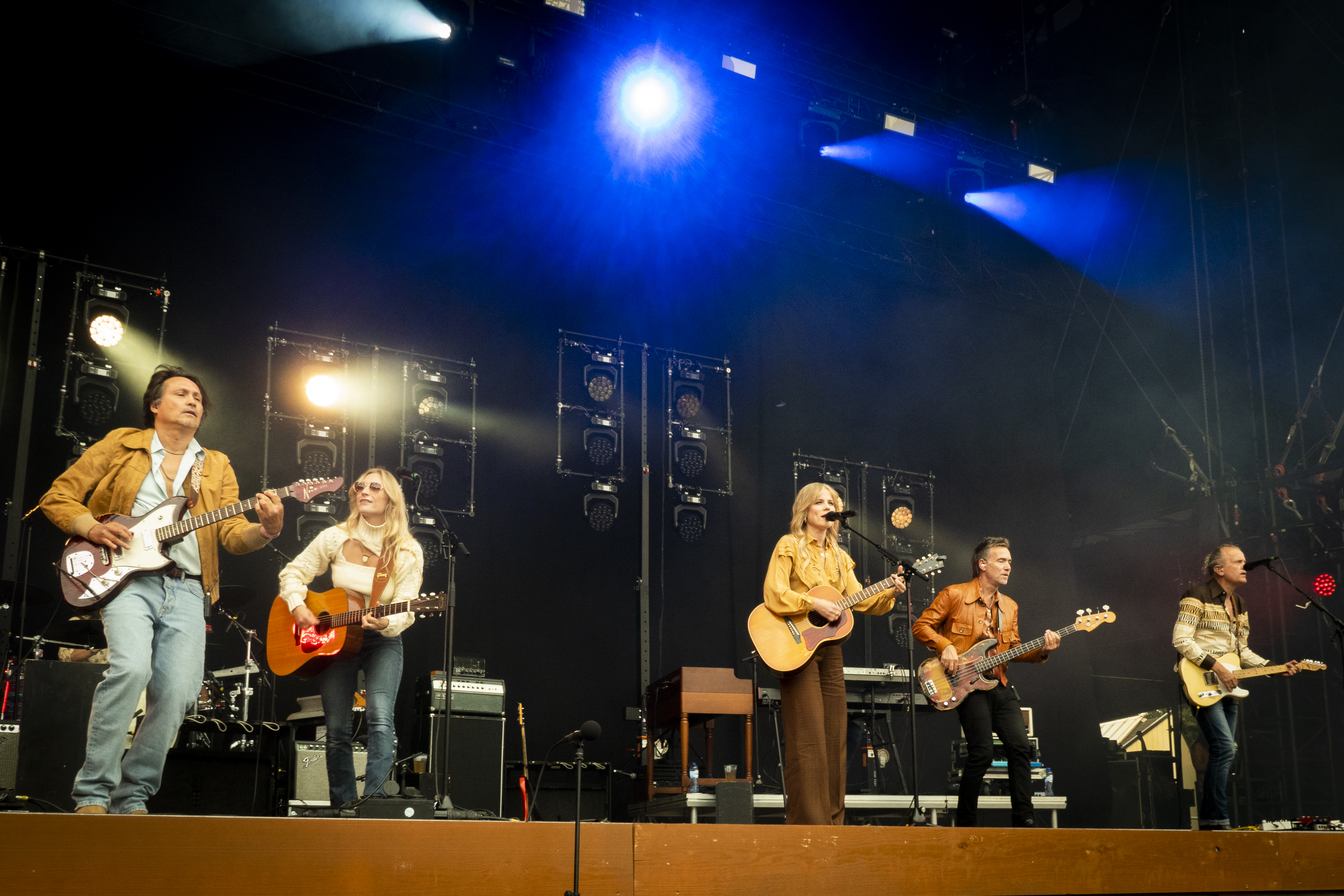
Ilse DeLange en haar band op Tuckerville 2022

Door het grote succes van het Eurovisiesongfestival was er genoeg animo voor het oprichten van countryfestival Tuckerville. Een idee wat twee jaar eerder was ontstaan tijdens Serious Request in Enschede. DeLange wilde graag een festival met countrymuziek op haar geboortegrond en is daardoor de grote drijfveer achter het festival samen met de organisatie 'Eye of The Hurricane'. 
Op zaterdag 21 juni 2014 vond de eerste editie van Tuckerville plaats in de Grolsch Veste in Enschede met bijna 30.000 bezoekers. Op dit festival traden The Common Linnets voor het laatst in de oorspronkelijke setting op. Vlak hierna verliet Waylon) de band. Artiesten zoals De Dijk, Daniël Lohues en Tim Knol traden op.
De tweede editie duurde tot 2017, maar kreeg wel een nieuwe, uitgebreide locatie: Het Rutbeek nabij Enschede. De vorige locatie, de Grolsch Veste, kon vanwege financiële problemen niet meer het festival hosten. Het festival werd op de nieuwe locatie door ruim 12.500 mensen bezocht. Onder meer Triggerfinger, Amy Macdonald, The Common Linnets, Racoon en Douwe Bob traden op.
Tijdens de derde editie in 2018 weet DeLange het voor elkaar te krijgen dat de Amerikaanse countryzangeres Carrie Underwood komt optreden. Andere artiesten die optraden waren onder andere George Ezra, Jacqueline Govaert en Danny Vera. DeLange sloot het festival af, haar eerste solo-optreden sinds 2014. Sinds 2017 is het een jaarlijks festival geworden, met uitzondering van coronajaren 2020 en 2021. Na deze jaren kon het festival weer terugkeren in 2022 met artiesten zoals Krezip, Danny Vera, Matt Simons, DI-RECT en DeLange zelf.

### 2015- 2019

#### Ilse's Veranda
Bij de NPO maakt DeLange in 2017 het programma Ilse's Veranda. Het concept gebaseerd op Zweedse versie Jills Veranda. DeLange ontving wekelijks een bekende Nederlandse artiest op haar veranda in Nashville, de geboortestad van de countrymuziek. Naast Guus Meeuwis gingen ook Barry Hay, Marc-Marie Huijbregts, Douwe Bob, Ellen ten Damme en Kenny B samen met haar op ontdekkingsreis door Nashville, aan de hand van een countrynummer dat diepe indruk heeft gemaakt op de gastartiest. Aan het einde van elke aflevering spelen DeLange en haar gast het uitgekozen countrynummer. Gedurende de serie bespreken DeLange en haar gast de geschiedenis van de countrymuziek en de sociale problemen van de Verenigde Staten, zoals racisme en homofobie. Tijdens de opnames van dit programma schrijft DeLange samen met Meeuwis en JB Meijers het nummer Ik Geloof In Geluk en ontmoette ze samen met Hay de wereldberoemde Brenda Lee. Met Kenny B ging ze op zoek naar zangeres Linda Martell, de eerste donkere zangeres die het taboe doorbrak dat countrymuziek alleen door blanken gespeeld kon worden.

#### Nashville(televisieserie)
Op 7 december 2017 werd door DeLange zelf bij De wereld draait door bekendgemaakt dat DeLange een rol mocht gaan spelen in de Amerikaanse muziekdramaserie Nashville. Callie Khouri, de vrouw van producer T-Bone Burnett, is producent bij de hitserie. Zij hielp met het verkrijgen van een auditie voor DeLange. In deze serie speelt ze het personage Ilse DeWit,  een coach van een talentenjacht, wat enorm veel gelijkenissen heeft met deelname als coach bij 'The Voice' franchise. DeLange speelt in de laatste zes afleveringen van het zesde seizoen van de serie. Tijdens de afleveringen kreeg ze ook de kans om haar nummer Love Goes On te spelen. Dit nummer werd ook uitgebracht op het Nashville-album van dat seizoen. De afleveringen werden in de Verenigde Staten in de loop van 2018 uitgezonden.

#### Eigen Platenmaatschappij Spark Records
DeLange heeft haar eigen platenlabel Spark Records B.V. opgericht in 2018, als onderdeel van Firefly/Universal Music. Aan dit label verbindt ze artiesten die ze op weg wil helpen naar succes in de muziekwereld. Een selectie artiesten die verbonden zijn aan haar label zijn: bandlid Matthew Crosby van The Common Linnets, Joe Buck, Hannah Mae, Anique van Büseck, Jana Mila en voorheen ook Duncan Laurence.  Daarnaast heeft DeLange haar 'Voice Kids talenten' ook laten tekenen bij haar label. De artiesten verbonden met het label treden met enige regelmaat op tijdens DeLanges tours en haar festival Tuckerville. 
Joe Bucks nummer Black was zijn eerste release bij het label. In 2016 deed Joe Buck mee aan het televisieprogramma De beste singer-songwriter van Nederland waar hij indruk wist te maken op DeLange. In 2018 verbleef hij een maand in Nashville, Tennessee om zich te verdiepen in de countrymuziek. In opdracht van een paar reclamemakers schreef hij het liedje The Way You Take Time voor een commercial van de PLUS. Buck heeft sindsdien het album White Roses uitgebracht. Zangeres Hannah Mae werd tevens ook bekend doordat haar nummer Back to you werd gebruikt in de PLUS-reclame. Hierna heeft ze enkele singles uitgebracht, waaronder Wat wil je van mij met de Belgische zanger Metejoor. Dit nummer werd een groot succes in Nederland en vooral in België en heeft weken in de hitlijsten gestaan.

#### Ilse Delange(album)
In 2018 kwam er voor het eerst na vijf jaar een popsingle uit. Het nummer OK is het antwoord van DeLange op alle brieven en verhalen die DeLange over de jaren te horen heeft gekregen. Dit nummer, met de boodschap dat het OK is om jezelf te zijn, heeft 8 weken in de tipparade gestaan. OK was de leading single van het nieuwe album. Dit album was het eerste solo-album sinds de oprichting van The Common Linnets. Een album die haar naam droeg: Ilse DeLange. Het album is samen geschreven en geproduceerd met Tofer Brown. Andere singles van dit album zijn de tracks Lay Your Weapons Down en Half The Love. Bij de nummers OK en Lay Your Weapons Down' zijn ook muziekvideo's uitgebracht. Dit album werd één dag voor haar eigen festival Tuckerville uitgebracht, om op die dag het album uitbundig te vieren. Ondanks het niet al te grote succes van de singles behaalde het album goud. Het nummer Lay Your Weapons Down stond één jaar in de Radio 2 Top 2000 (gegevens eind 2022).

#### Eurovisiesongfestival 2019

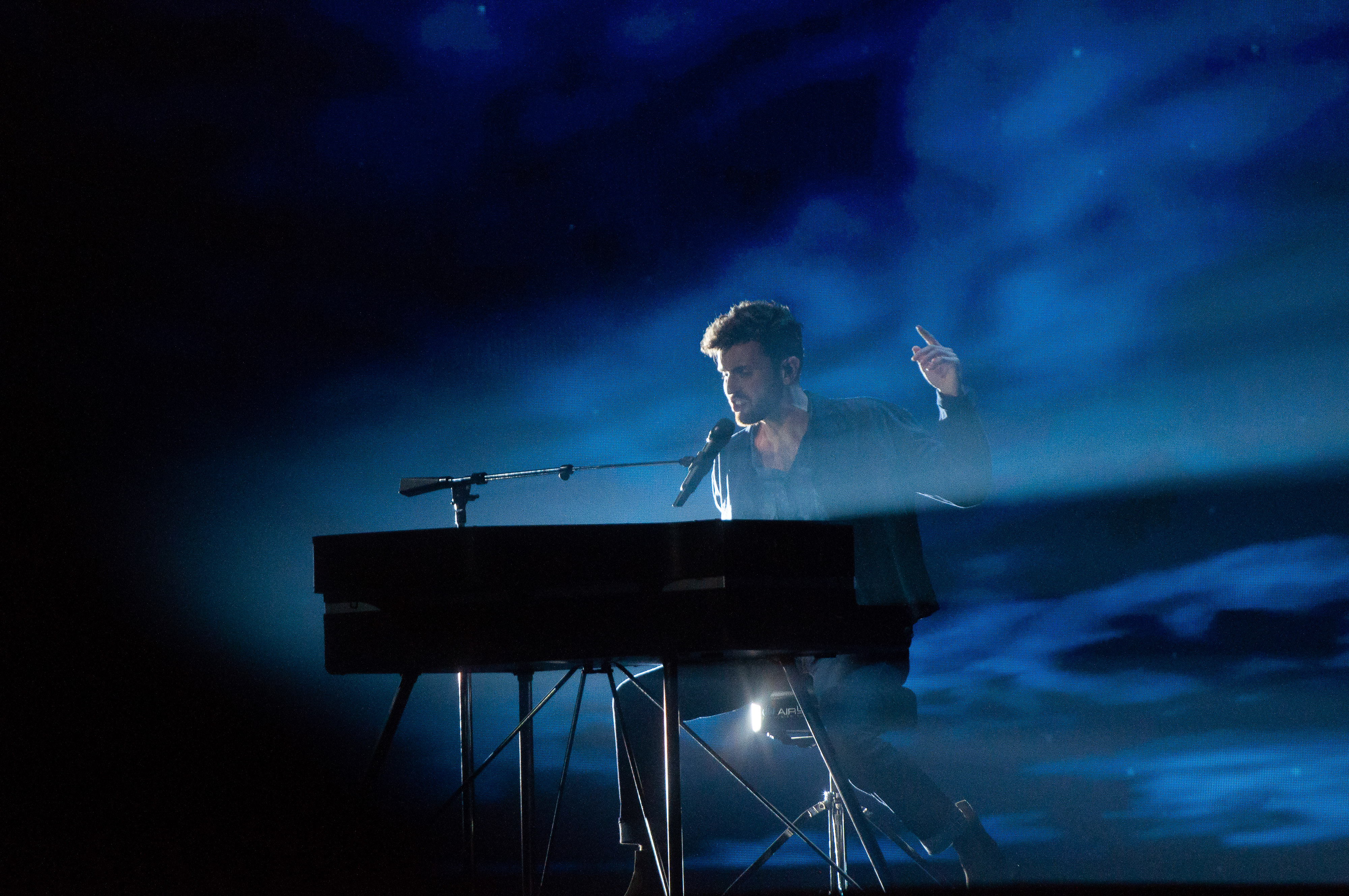
Laurence tijdens een repetitie van zijn songfestivalnummer

Op 21 januari 2019 maakte de AVROTROS bekend dat Duncan Laurence Nederland gingen vertegenwoordigen op het Eurovisiesongfestival van 2019 in Tel Aviv. De zanger was bij de selectiecommissie voorgedragen door DeLange. Laurence kreeg in Nederland bekendheid door zijn deelname aan het vijfde seizoen van The Voice of Holland. Hij sloot zich aan bij het team van DeLange en bereikte de halve finale. Tijdens het Eurovisiesongfestival was DeLange de rechterhand van haar protegé. Ze reisde mee naar Israël als onderdeel van het creatieve team. De oud-deelneemster bedacht dat Laurence op het podium achter een piano moest zitten, regisseerde zijn bewegingen achter de toetsen en schreef het camera- en lichtplan. Uiteindelijk won hij het Eurovisiesongfestival met het door hemzelf geschreven en gecomponeerde lied Arcade. Van de vakjury kreeg hij de derde plaats toebedeeld, maar hij won alsnog dankzij de stemmen van de televoting.

#### Roots-albumGravel & Dust
In september van 2019 bracht DeLange het roots-album Gravel & Dust uit. Zoals ondertussen gewoonlijk is geworden, nam ze deze plaat op in haar tweede thuisstad Nashville. Deze plaat maakte ze in samenwerking met de befaamde Amerikaanse producer T Bone Burnett en kende liedjes met een country- en Americana-achtige sfeer. De zangeres ontving voor dit album zelfs een Edison. Daarnaast werd de release van het album gecombineerd met een theatertour, eerst de New Amsterdam Tour  later de Gravel & Dust Tour. De tour vond op 27 plekken plaats door heel Nederland in de maanden oktober, november, december van dat jaar.

#### Liefde voor Muziek
DeLange deed mee met het Vlaamse televisieprogramma Liefde voor muziek. De Vlaamse variant van Beste Zangers.
Dit programma bevat een mix van uiteenlopende muzikale artiesten die elkaars nummers in een nieuw jasje steken. Daarnaast brengt de centrale gast aan het einde van de aflevering ook zelf een eerbetoon aan een artiest die veel voor hem of haar betekent. DeLange deed mee aan seizoen 5 met de artiesten Laura Tesoro, Bart Kaëll, Milow, Jan Leyers, Kommil Foo en Stef Kamil Carlens. Samen met Milow had DeLange een nummer 1-hit in de Vlaamse Ultratop 50 met hun cover Sleeping Bag van Bart Kaëlls Zeil Je Voor Het Eerst.

### 2020 - Heden

#### Doorbraak in Duitsland metChanges
In januari 2020 begon de zangeres in Duitsland samen met Duitse songwriters en producers te werken aan nieuwe muziek. Vanuit deze samenwerkingen ontstond het album Changes dat op 15 mei werd uitgebracht. Acht maanden na het uitbrengen van Gravel & Dust. 
De titel van het album was tevens de eerste single en werd groot opgepakt in Duitsland, waar hij diende als titelsong van Bauer Sucht Frau, de Duitse variant van Boer zoekt Vrouw. Het nummer stond in Nederland 12 weken in de Top 40. Daarnaast kreeg het nummer een eigen muziekvideo waarin beelden gebruikt zijn die zijn opgenomen tijdens de vierde editie van Tuckerville. In augustus wordt het uptempo Way Back Home de volgende single. Samen met de Duitse zanger Michael Schulte,die in 2018 vierde werd op het Eurovisiesongfestival in 2018, neemt ze het duet Wrong Direction op. Ter promotie zingt DeLange het nummer Homesick tijdens de opnames van Sing meinen Song.
In de laatste maanden van 2021 kon DeLanges ‘Changes’ Clubtour eindelijk plaatsvinden nadat de coronamaatregelen waren versoepeld. Deze tour stond eerst gepland voor begin 2020.

#### Sing meinen Song - Das Tauschkonzert
Ook was DeLange te zien en te horen in het Duitse tv-programma Sing meinen Song - Das Tauschkonzert. Dit programma is de Duitse variant van Beste Zangers. In dit programma coveren de artiesten nummers van elkaar in een nieuwe variant. DeLange deed mee aan het zevende seizoen met als andere deelnemers: LEA, Nico Santos, MoTrip, Michael Patrick Kelly, Max Giesinger en Jan Plewka. Het programma werd opgenomen in Zuid-Afrika.
Nadat de aflevering werd uitgezonden waarin DeLange de centrale gast was, waarin de andere artiesten de liedjes van DeLange vertolkten, werden in Duitsland massaal haar eerdere albums en singles gedownload via iTunes. Met het album Changes wist DeLange voor het eerst in haar carrière een solo-notering in de officiële Duitse albumcharts te pakken. 

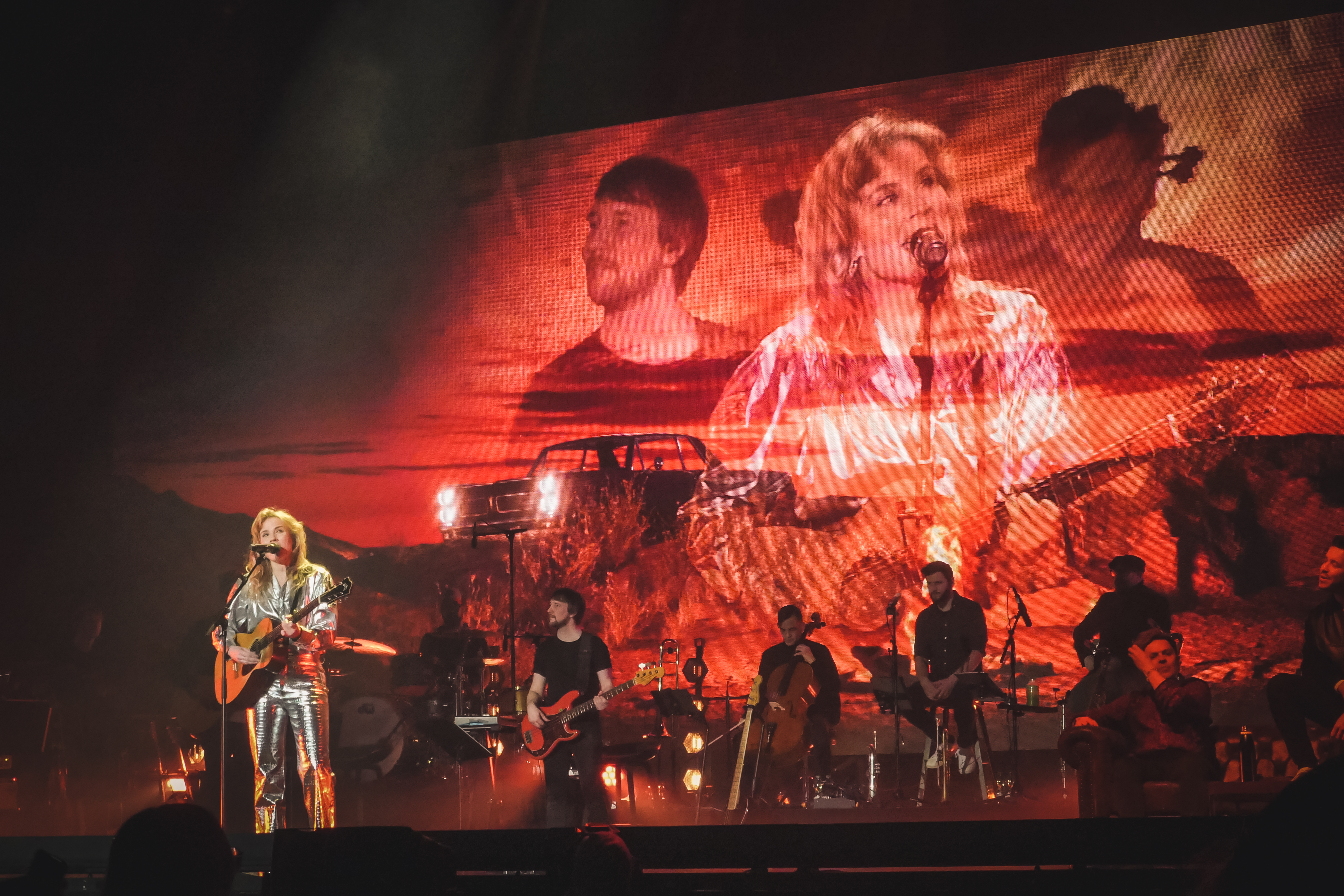
Ilse DeLange tijdens het concert Sing meinen Song in Hamburg, December 2022

In december 2022 konden de, inmiddels al twee keer verplaatste, arenaconcerten plaatsvinden die geïnitieerd waren door het door het Duitse programma Sing meinen Song in 2020. Meer dan 80.000 man zagen DeLange optreden in vier dagen tijd. Door het grote succes van deze concerten tourt DeLange in 2023 in middelgrote Duitse zalen met haar album Changes.

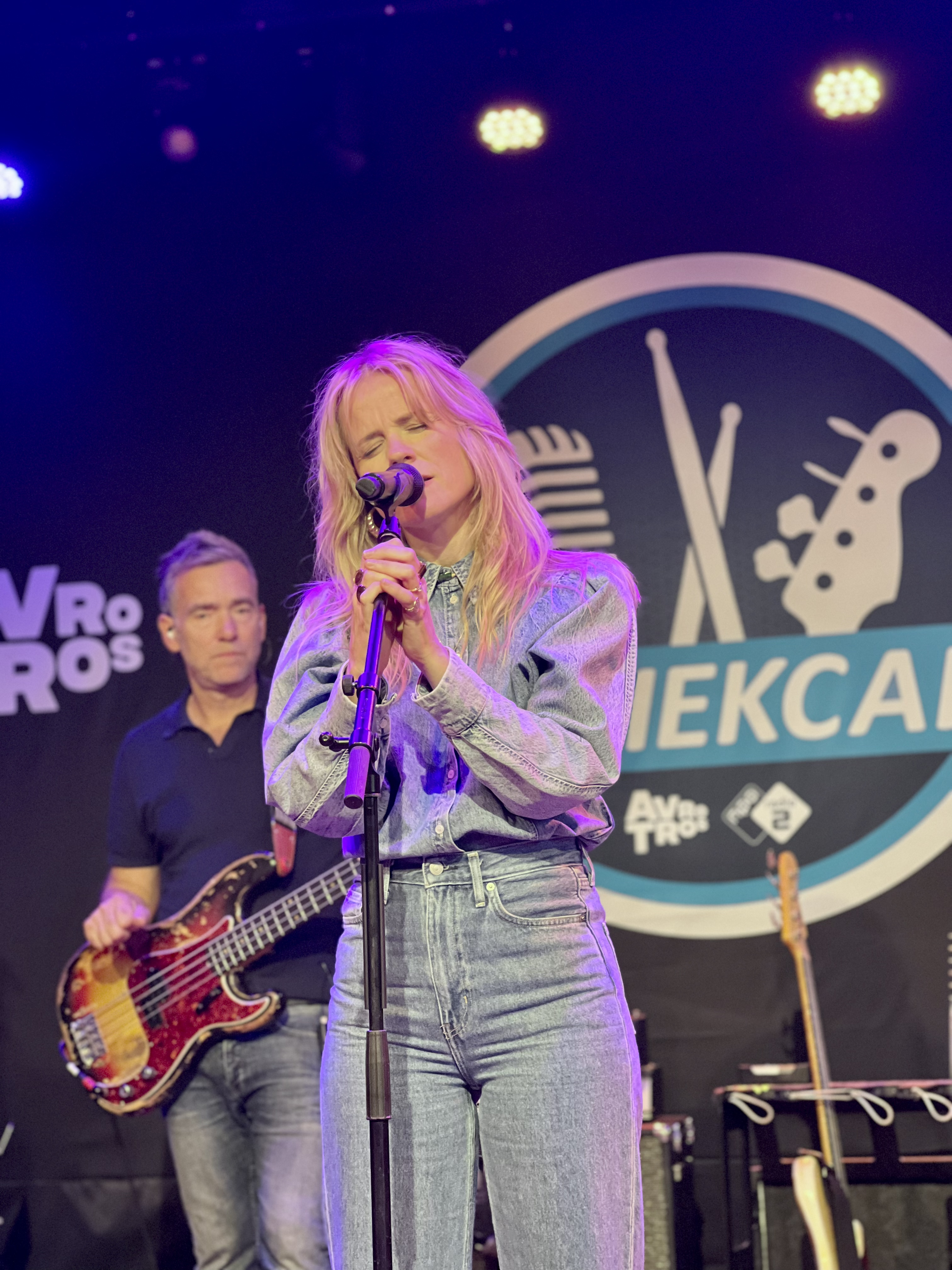
Ilse DeLange tijdens opnames van het muziekcafé van NPO Radio 2 in 2022

#### Alternatief Songfestival
In 2020 werd het Eurovisiesongfestival geannuleerd vanwege de coronapandemie. Op 16 mei, de datum waarop de finale van het songfestival zou worden gehouden, organiseerde ProSieben een alternatieve tv-uitzending: Free European Song Contest. In totaal deden in Keulen vijftien landen mee. DeLange vertegenwoordigde Nederland met haar single Changes. Ze deed lang mee voor de winst maar moest aan het einde de Spaans-Duitse zanger Nico Santos, die namens Spanje meedeed, voor laten gaan. Hij won met 104 punten, Ilse eindigde met haar nummer op een tweede plaats met 88 punten. Ook de EBU kwam met een alternatieve tv-uitzending: Eurovision: Europe Shine a Light. Tijdens het programma werden oude Songfestivalhits- en artiesten afgewisseld met de nieuwe garde die eigenlijk dat jaar op het grote podium zouden staan. Onder andere DeLange verzorgde een optreden samen met Michael Schulte (de Duitse kandidaat uit 2018), met wie ze ook een duet opnam voor haar album Changes.

#### Let’s Dance
In 2021 deed DeLange mee aan Let's Dance Germany seizoen 14, daarmee treedt ze in de voetsporen van onder meer Loiza Lamers, Sylvie Meis, Bastiaan Ragas, Marijke Amado. Dit is de Duitse versie van het Nederlandse tv-programma Dancing with the Stars. Samen met professioneel danser Evgeny Vinokurov werd het duo geliefd bij de jury. Ze stonden hoog in de ranglijsten bij de bookmakers en de kijkers van Let's Dance. Vanwege blessure moest DeLange zich na acht live-shows uit de race terugtrekken.

#### Deutschland sucht den Superstar
In 2022 was DeLange te zien als jurylid in de talentenjacht Deutschland sucht den Superstar, de Duitse versie van het televisieprogramma Idols. In dit programma geven nieuwe artiesten zich op om als nieuw zangtalent ontdekt te worden. Tijdens de audities wordt door de jury besloten of ze goed genoeg zijn voor de volgende ronde. Na de audities volgen intensieve trainingen en afvalrondes waar publiek en jury besluiten wie de volgde 'Superstar' is. Dit deed ze samen met Toby Gad en Florian Silbereisen. Hierbij kreeg ze gemixte reacties. Opnames van het programma vonden plaats in Duitsland en Italië.

#### Theater- en clubtour

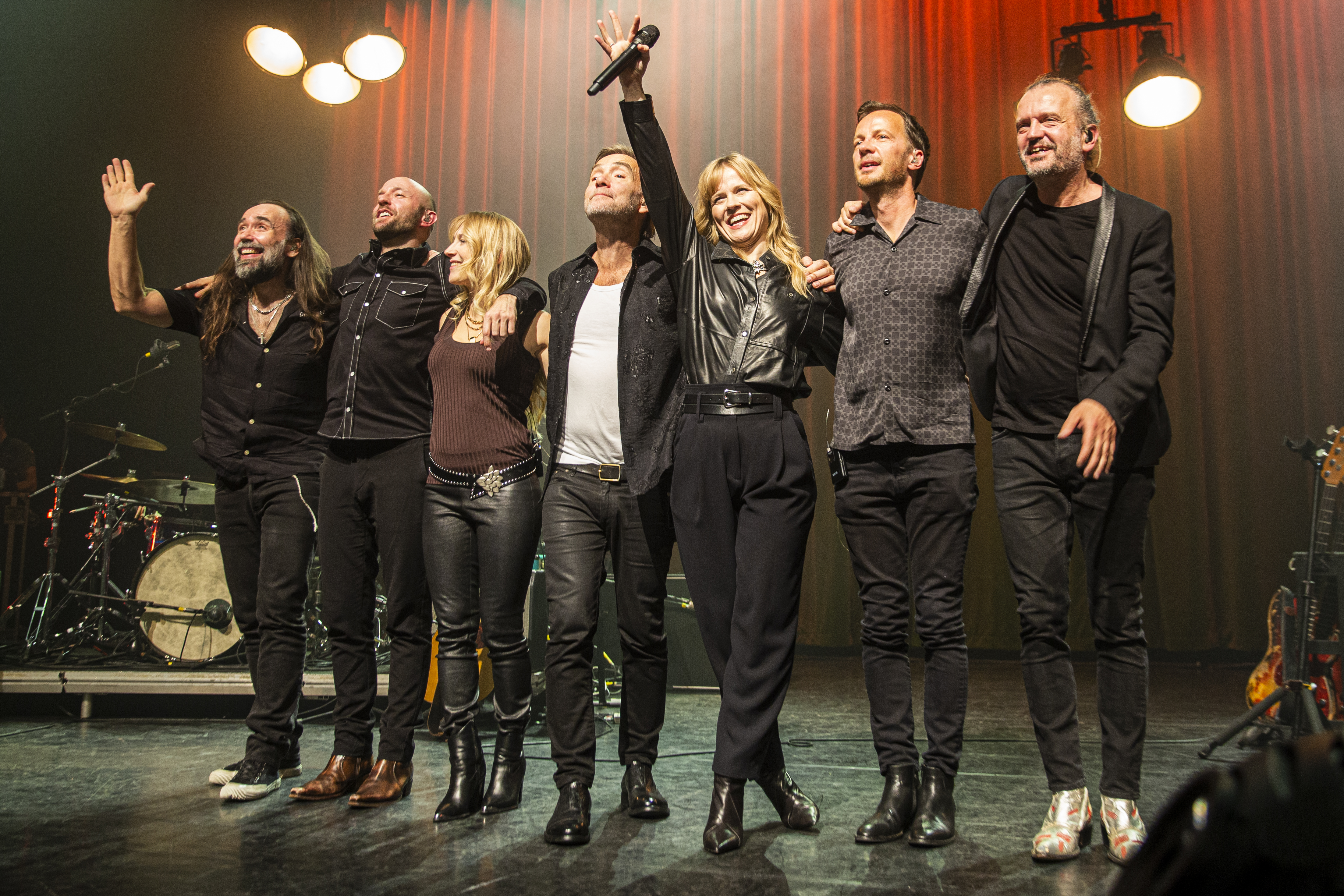
Ilse DeLange en haar band tijdens de theatertour 2022

In het najaar van 2022 speelde DeLange 31 shows in het kader van haar Theatertour. Tijdens deze tour gaf zij ook de ruimte aan nieuwe singer-songwriters die bij haar platenmaatschappij ingeschreven staan. In 2023 vierde ze haar 25-jarige jubileum, onder meer door een clubtour in acht zalen door heel Nederland.

#### Platencontract
In april 2023 heeft DeLange een platencontract getekend bij het Duitse label, afkomstig uit München, Energie om in het voorjaar van 2024 haar eerste album uit te brengen op datzelfde label. Op 20 april 2023 verscheen haar eerste single op dit nieuwe label getiteld Confetti Shotgun. Het album verschijnt op 3 mei onder de titel Tainted. Voor dit album is DeLange gaan samenwerken met Niels Zuiderhoek en Matthijs van Duijvenbode. Tainted werd gedeeltelijk in Berlijn opgenomen. De songs voor dit album zijn geschreven in Nashville, Berlijn en bij Ilse thuis. 

#### 2024
In 2024 gaf DeLange twee theatertours in Nederland en speelde ze onder andere op Pinkpop en Zwarte Cross.

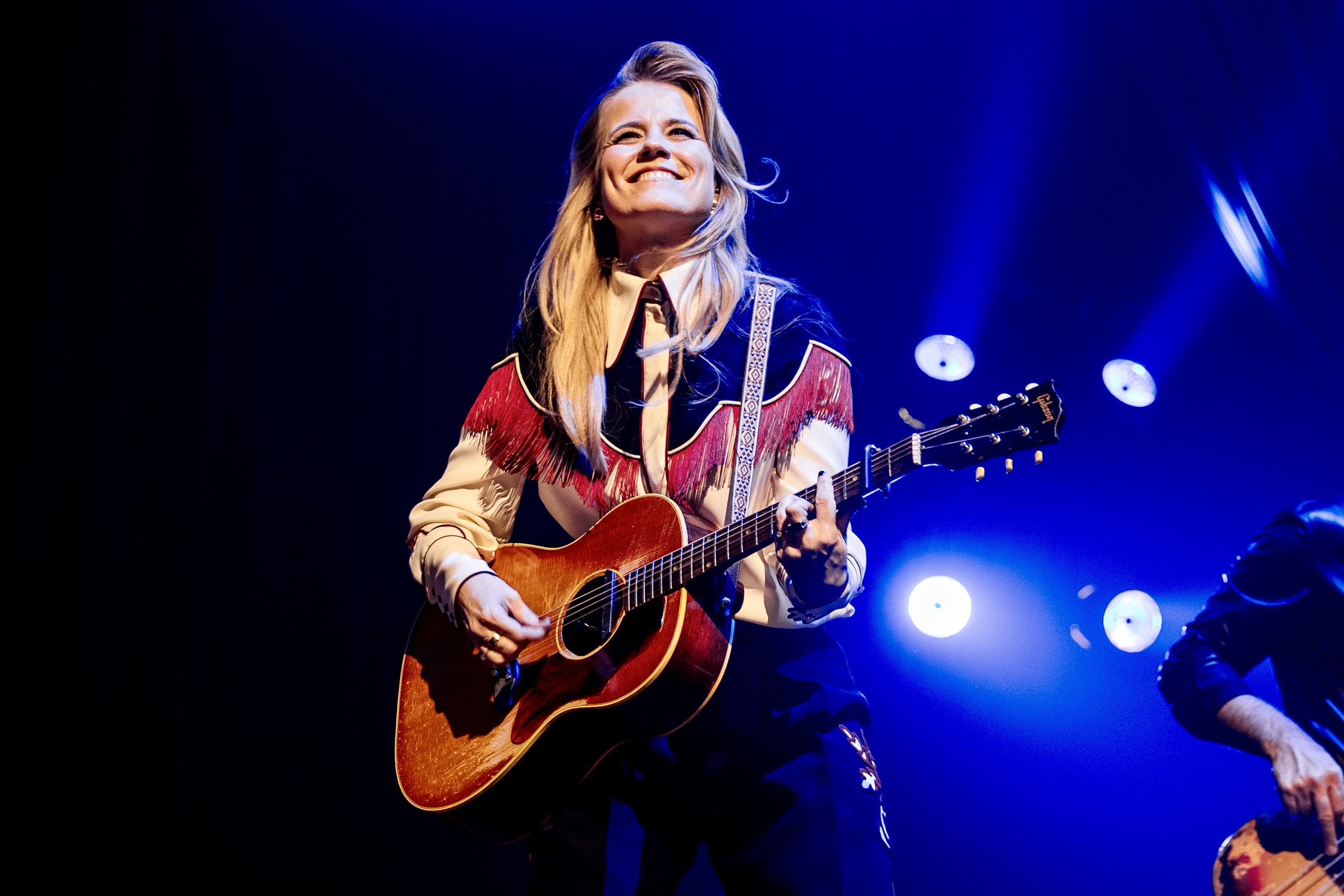

#### 2025
In maart 2025 gaf DeLange haar enige eigen solo concert van dit jaar in AFAS Live. Ook werd er bekend gemaakt dat DeLange in het nieuwe seizoen van The Voice Kids (Nederland) & The voice of Holland weer in de rode stoelen zal plaatsnemen, dit seizoen zal vanaf januari 2026 te zien zijn. 

## Privéleven
DeLange heeft een relatie met Bart Vergoossen, een Nederlandse muzikant. Hij is de drummer van The Common Linnets en speelt ook in haar begeleidingsband. Wanneer de agenda het toelaat vertrekt het koppel naar hun tweede huis in Nashville om muziek te produceren.
Op 9 januari 2012 overleed de vader van DeLange aan de gevolgen van kanker. Ze heeft tijdens zijn ziekte haar carrière op een laag pitje gezet en is tijdelijk met haar vriend bij haar ouders ingetrokken. DeLange spreekt relatief vaak over haar ‘pa’ en schreef het nummer Love Goes On over hun relatie. Dit nummer is uitgebracht op het album The Common Linnets. In de derde week van oktober 2014 wordt het nummer uitgeroepen tot Radio 2 Top Song. En in 2018 zingt DeLange dit nummer in de populaire dramaserie Nashville als haar karakter in de serie (Ilse de Witt).

## Prijzen
| Prijs                            | Categorie                                       | Album/Single                                | Jaar                     | Notitie |
| -------------------------------- | ----------------------------------------------- | ------------------------------------------- | ------------------------ | --- |
| Edison                           | Zangeres nationaal (beste vrouwelijke artiest)  |                                             | 1998, 2001, 2004 en 2009 | |
| Edison                           | Beste Nederlandse groep/artiest(e) van het jaar |                                             | 2001                     | |
| Edison                           | Edisonspubliekprijs (Beste Song)                | Next to me                                  | 2011                     | |
| Edison                           | Oeuvreprijs                                     |                                             | 2019                     | [ 28 ] |
| Edison                           | Album van het jaar                              | Gravel & Dust                               | 2020                     | |
| 3FM Awards                       | Beste Zangeres                                  |                                             | 2007, 2009, 2012 en 2015 | |
| 3FM Awards                       | Beste Single                                    | So incredible                               | 2009                     | |
| 3FM Awards                       | Beste Album                                     | Incredible                                  | 2009                     | |
| 3FM Awards                       | 3FM Mega Award                                  |                                             | 2009                     | Op 1 januari 2009 won DeLange de 3FM Mega Award. Ze kreeg de prijs door Bart Arens uitgereikt in de jaarlijst van de 3FM Mega Top 50. |
| 3FM Awards                       | Schaal van Rigter                               | So Incredible                               | 2009                     | So Incredible was het meest gedraaide nummer op 3FM in 2008. Ze kreeg de prijs op 21 april 2009 uitgereikt door Giel Beelen. |
| 3FM Awards                       | Beste Popartiest                                |                                             | 2010                     | |
| Gouden Harp                      | Gouden Harp                                     |                                             | 2008                     | Op 29 januari 2008 werd bekend dat DeLange een Gouden Harp uitgereikt zou krijgen op woensdag 5 maart tijdens het Harpen Gala. DeLange trad op met het Metropole Orkest onder leiding van Jurre Haanstra.                                        |
| Gouden Notekraker                | Gouden Notekraker                               |                                             | 2009                     | De Gouden Notekraker is de prijs van collega's voor collega's uit het vak. Het is een initiatief van de Stichting Naburige Rechtenorganisatie voor Musici en Acteurs (NORMA) en de Stichting ter Exploitatie van Naburige Rechten (SENA).        |
| DCMA Award                       | Beste Female Vocalist                           |                                             | 2009, 2017 en 2018       | |
| TMF Award                        | Best Live Act                                   |                                             | 2009                     | Vond plaats bij de Erasmusbrug in Rotterdam. |
| 100% NL Award                    | Artiest van het Jaar                            |                                             | 2014                     | |
| 100% NL Award                    | Oeuvre Award                                    |                                             | 2018                     | |
| Popprijs                         | Popprijs                                        |                                             | 2015                     | Gewonnen met The Common Linnets. De band ontving de traditionele, maar controversiële bierdouche na het ontvangen van de prijs. Een jaar later werd deze traditie verboden.                                                                      |
| European Border Breakers Award   | Public Choice Award                             |                                             | 2015                     | Met The Common Linnets |
| Musical Awards                   | Beste Muziek                                    | Voor de bijdrage aan de musical De Tweeling | 2016                     | Samen met JB Meijers. |
| Country Music Association Awards | Jeff Walker Global Country Artist Award         |                                             | 2020 en 2022             | De Jeff Walker Global Country Artist Award wordt uitgereikt aan een country artiest buiten de Verenigde Staten. De criteria is dat de artiest de populariteit en bekendheid van country muziek brengt naar het land van herkomst van de artiest. |
| Buma/Stemra                      | BUMA Lifetime Achievement Award                 |                                             | 2022                     | |
| Radio 10                         | Top 4000 Oeuvre Award                           |                                             | 2023                     | DeLange zit dit jaar 25 jaar in het vak en is de meest genoteerde Nederlandse zangeres in de Top4000 hitlijst van Radio 10. |

## Discografie

### Albums
| Album met eventuele hitnotering(en) in de Nederlandse Album Top 100 | Datum van verschijnen | Datum van binnenkomst | Hoogste positie | Aantal weken | Opmerkingen         |
| ------------------------------------------------------------------- | --------------------- | --------------------- | --------------- | ------------ | ------------------- |
| World of hurt                                                       | 1998                  | 15 augustus 1998      | 1(4wk)          | 138          | 5× Platina          |
| Dear John                                                           | 1999                  | 9 oktober 1999        | 3               | 48           | Livealbum / Platina |
| Livin' on love                                                      | 2000                  | 18 november 2000      | 5               | 52           | Platina             |
| Clean up                                                            | 2003                  | 26 april 2003         | 1(5wk)          | 42           | Goud / Edison Award |
| Here I am 1998-2003                                                 | 2003                  | 8 november 2003       | 5               | 30           | Goud                |
| The great escape                                                    | 2006                  | 24 juni 2006          | 1(7wk)          | 89           | 2× Platina          |
| Live                                                                | 2007                  | 3 november 2007       | 4               | 18           | Livealbum / Goud    |
| Incredible                                                          | 2008                  | 25 oktober 2008       | 1(1wk)          | 97           | 5× Platina          |
| Live in Ahoy                                                        | 2009                  | 29 augustus 2009      | 1(2wk)          | 30           | Livealbum           |
| Next to me                                                          | 27 augustus 2010      | 4 september 2010      | 1(2wk)          | 44           | 2× Platina          |
| Live in Gelredome                                                   | 2011                  | 11 juni 2011          | 2               | 20           | Livealbum           |
| Eye of the hurricane                                                | 14 september 2012     | 22 september 2012     | 1(1wk)          | 45           | Platina             |
| After the hurricane - greatest hits & more                          | 25 oktober 2013       | 2 november 2013       | 2               | 50           | Platina             |
| Ilse DeLange                                                        | 31 augustus 2018      | 8 september 2018      | 3               | 19           | Goud                |
| Gravel & Dust                                                       | 6 september 2019      | 14 september 2019     | 2               | 15           |                     |
| Changes                                                             | 15 mei 2020           | 23 mei 2020           | 4               | 5            |                     |
| The Singles Collection 1998-2023                                    | 8 september 2023      | 16 september 2023     | 5               | 1            |                     |
| Tainted                                                             | 3 mei 2024            | 11 mei 2024           | 3               | 2            |                     |

| Album met hitnotering(en) in de Vlaamse Ultratop 200 albums | Datum van verschijnen | Datum van binnenkomst | Hoogste positie | Aantal weken | Opmerkingen |
| ----------------------------------------------------------- | --------------------- | --------------------- | --------------- | ------------ | ----------- |
| World of hurt                                               | 31 juli 1998          | 13 februari 1999      | 17              | 30           |             |
| Dear John                                                   | 1999                  | 16 oktober 1999       | 20              | 3            |             |
| Livin' on love                                              | 17 november 2000      | 24 februari 2001      | 36              | 3            |             |
| Clean up                                                    | 18 april 2003         | 3 mei 2003            | 31              | 2            |             |
| The great escape                                            | 16 juni 2006          | 1 juli 2006           | 59              | 6            |             |
| Incredible                                                  | 17 oktober 2008       | 28 februari 2009      | 35              | 14           |             |
| Next to me                                                  | 27 augustus 2010      | 11 september 2010     | 46              | 3            |             |
| Eye of the hurricane                                        | 5 oktober 2012        | 22 september 2012     | 101             | 5            |             |
| After the hurricane - greatest hits & more                  | 4 november 2013       | 2 november 2013       | 101             | 10           |             |
| Ilse DeLange                                                | 31 augustus 2018      | 8 september 2018      | 39              | 4            |             |
| Gravel & Dust                                               | 6 september 2019      | 14 september 2019     | 20              | 5            |             |
| Changes                                                     | 15 mei 2020           | 23 mei 2020           | 97              | 2            |             |
| The Singles Collection 1998-2023                            | 8 september 2023      | 16 september 2023     | 159             | 1            |             |
| Tainted                                                     | 3 mei 2024            | 11 mei 2024           | 97              | 1            |             |

### Singles
| Single met eventuele hitnotering(en) in de Nederlandse Top 40 | Datum van verschijnen | Datum van binnenkomst | Hoogste positie | Aantal weken | Opmerkingen |
| ------------------------------------------------------------- | --------------------- | --------------------- | --------------- | ------------ | --- |
| I'm not so tough                                              | 1998                  | 27 juni 1998          | 35              | 3            | Nr. 35 in de Single Top 100                                                                                       |
| World of hurt                                                 | 1998                  | -                     | tip 11          | -            | Nr. 58 in de Single Top 100                                                                                       |
| I'd be yours                                                  | 1998                  | -                     | tip 4           | -            | Nr. 52 in de Single Top 100                                                                                       |
| When we don't talk                                            | 1999                  | -                     | tip 21          | -            | Soundtrack No Trains No Planes / Nr. 76 in de Single Top 100                                                      |
| Livin' on love                                                | 2000                  | 21 oktober 2000       | 37              | 2            | Nr. 44 in de Single Top 100                                                                                       |
| I still cry                                                   | 2001                  | -                     | -               | -            | Nr. 70 in de Single Top 100                                                                                       |
| Shine                                                         | 2002                  | 6 april 2002          | 34              | 5            | met Rosemary's Sons / Nr. 33 in de Single Top 100                                                                 |
| No reason to be shy                                           | 2003                  | -                     | tip 4           | -            | Nr. 61 in de Single Top 100                                                                                       |
| Before You Let Me Go                                          | 2003                  | 5 juli 2003           | 4               | 10           | met Kane / Nr. 3 in de Single Top 100                                                                             |
| Wouldn't that be something                                    | 2003                  | -                     | -               | -            | Nr. 87 in de Single Top 100                                                                                       |
| All the answers                                               | 2004                  | -                     | -               | -            | Nr. 65 in de Single Top 100                                                                                       |
| Als je iets kan doen                                          | 2005                  | 15 januari 2005       | 1(4wk)          | 9            | Als onderdeel van Artiesten voor Azië / Nr. 1 in de Single Top 100 / Best verkochte single van 2005 / Alarmschijf |
| Blue                                                          | 2005                  | 5 maart 2005          | 23              | 5            | met Zucchero / Nr. 10 in de Single Top 100                                                                        |
| The great escape                                              | 2006                  | 10 juni 2006          | 11              | 22           | Nr. 11 in de Single Top 100                                                                                       |
| The Lonely One                                                | 2006                  | 28 oktober 2006       | 18              | 16           | Nr. 12 in de Single Top 100                                                                                       |
| I love you                                                    | 2007                  | 24 februari 2007      | 26              | 5            | Nr. 35 in de Single Top 100                                                                                       |
| Reach for the light                                           | 2007                  | -                     | tip 11          | -            | |
| So incredible                                                 | 2008                  | 27 september 2008     | 6               | 21           | Nr. 1 in de Single Top 100                                                                                        |
| Miracle                                                       | 2008                  | 24 januari 2009       | 1(2wk)          | 20           | Soundtrack Bride Flight / Nr. 2 in de Single Top 100                                                              |
| Puzzle me                                                     | 2009                  | 2 mei 2009            | 5               | 17           | Nr. 9 in de Single Top 100                                                                                        |
| We're Alright                                                 | 2009                  | 5 september 2009      | 21              | 7            | |
| Next to me                                                    | 2010                  | 14 juli 2010          | 9               | 13           | Nr. 4 in de Single Top 100                                                                                        |
| High places                                                   | 2010                  | 6 november 2010       | 13              | 11           | met Kane / Nr. 12 in de Single Top 100                                                                            |
| Beautiful distraction                                         | 5 november 2010       | 1 januari 2011        | 18              | 6            | Nr. 43 in de Single Top 100                                                                                       |
| Carousel                                                      | 2011                  | 12 maart 2011         | 32              | 4            | |
| DoLuv2LuvU                                                    | 5 november 2011       | 3 december 2011       | 14              | 7            | Nr. 14 in de Single Top 100                                                                                       |
| Without you (Acoustic)                                        | 2012                  | -                     | -               | -            | Nr. 92 in de Single Top 100                                                                                       |
| Hurricane                                                     | 18 mei 2012           | 2 juni 2012           | 23              | 9            | Nr. 7 in de Single Top 100                                                                                        |
| Winter of love                                                | 24 augustus 2012      | 1 september 2012      | 20              | 10           | Nr. 13 in de Single Top 100                                                                                       |
| We are one                                                    | 2012                  | 2 februari 2013       | 33              | 3            | Nr. 32 in de Single Top 100                                                                                       |
| Blue bittersweet                                              | 27 september 2013     | 5 oktober 2013        | 8               | 15           | Soundtrack Het Diner / Nr. 13 in de Single Top 100                                                                |
| Open je ogen (Live)                                           | 2014                  | 14 juni 2014          | tip 2           | -            | Met BLØF / Nr. 60 in de Single Top 100                                                                            |
| Ok                                                            | 16 maart 2018         | -                     | tip 4           | -            | |
| Lay your weapons down                                         | 20 juli 2018          | -                     | tip 5           | -            | |
| Half the love (Acoustic)                                      | 8 februari 2019       | -                     | tip 11          | -            | |
| Gravel & dust                                                 | 28 juni 2019          | -                     | tip 19          | -            | |
| Changes                                                       | 3 april 2020          | 9 mei 2020            | 16              | 12           | Nr. 63 in de Single Top 100                                                                                       |
| Way back home                                                 | 2020                  | 8 augustus 2020       | tip8            | -            | |
| Somewhere Only We Know (live)                                 | 2020                  | 3 oktober 2020        | tip13           | 4            | |
| I will help you                                               | 2021                  | 27 maart 2021         | tip10           | -            | |
| Don't hold back                                               | 2021                  | 4 december 2021       | tip22           | -            | |
| Willing                                                       | 25 augustus 2022      | 27 augustus 2022      | tip6            | -            | |
| Drown us out                                                  | 30 december 2022      | 31 december 2022      | tip14           | -            | NPO Radio 2 TopSong                                                                                               |
| Confetti shotgun                                              | 20 april 2023         | 22 april 2023         | tip1            | -            | NPO Radio 2 TopSong                                                                                               |
| Quiet                                                         | 24 augustus 2023      | 26 augustus 2023      | tip21           | -            | |
| Tainted                                                       | 16 februari 2024      | 24 februari 2024      | tip17           | -            | NPO Radio 2 TopSong                                                                                               |
| Good to you                                                   | 26 april 2024         | 27 april 2024         | tip24           | -            | |

| Single met hitnotering(en) in de Vlaamse Ultratop 50 | Datum van verschijnen | Datum van binnenkomst | Hoogste positie | Aantal weken | Opmerkingen                        |
| ---------------------------------------------------- | --------------------- | --------------------- | --------------- | ------------ | ---------------------------------- |
| So incredible                                        | 19 september 2008     | -                     | tip 6           | -            | Nr. 11 in de Radio 2 Top 30        |
| Next to me                                           | 2 augustus 2010       | -                     | tip 37          | -            | Nr. 6 in de Radio 2 Top 30         |
| Ok                                                   | 16 maart 2018         | -                     | tip 12          | -            |                                    |
| Lay your weapons down                                | 20 juli 2018          | -                     | tip 47          | -            |                                    |
| Half the love (acoustic)                             | 8 februari 2019       | -                     | tip             | -            |                                    |
| Sleeping bag (Live)                                  | 29 maart 2019         | 13 april 2019         | 47              | 2            | met Milow / Uit Liefde voor muziek |
| Building bridges (Live)                              | 22 april 2019         | -                     | tip             | -            | Uit Liefde voor muziek             |
| Gravel & dust                                        | 28 juni 2019          | -                     | tip             | -            |                                    |
| Some things you don't forget                         | 25 oktober 2019       | -                     | tip             | -            |                                    |
| Changes                                              | 3 april 2020          | -                     | tip 17          | -            |                                    |
| Willing                                              | 2022                  | 1 oktober 2022        | 50              | 1            |                                    |

### NPO Radio 2 Top 2000
| Nummers met noteringen in de NPO Radio 2 Top 2000 | '03 | '04 | '05 | '06 | '07 | '08  | '09  | '10 | '11  | '12  | '13  | '14  | '15  | '16  | '17  | '18  | '19  | '20  | '21  | '22  | '23  | '24  |
| ------------------------------------------------- | --- | --- | --- | --- | --- | ---- | ---- | --- | ---- | ---- | ---- | ---- | ---- | ---- | ---- | ---- | ---- | ---- | ---- | ---- | ---- | ---- |
| Beautiful Distraction                             | ×   | ×   | ×   | ×   | ×   | ×    | ×    | -   | 1162 | 1085 | 1337 | 1960 | -    | -    | -    | -    | -    | -    | -    | -    | -    | -    |
| Before you let me go (met Kane)                   | -   | -   | -   | -   | -   | -    | -    | -   | -    | -    | -    | 1711 | -    | -    | -    | -    | -    | -    | -    | -    | -    | -    |
| Blue bittersweet                                  | ×   | ×   | ×   | ×   | ×   | ×    | ×    | ×   | ×    | ×    | 1352 | 844  | -    | -    | -    | -    | -    | -    | -    | -    | -    | -    |
| Hurricane                                         | ×   | ×   | ×   | ×   | ×   | ×    | ×    | ×   | ×    | 354  | 848  | 1357 | -    | -    | -    | -    | -    | -    | -    | -    | -    | -    |
| I love you                                        | ×   | ×   | ×   | ×   | -   | -    | 1929 | -   | -    | -    | -    | -    | -    | -    | -    | -    | -    | -    | -    | -    | -    | -    |
| I Still Cry                                       | -   | 237 | 298 | 235 | 310 | 354  | 451  | 282 | 283  | 258  | 354  | 326  | 431  | 675  | 739  | 739  | 675  | 728  | 883  | 1007 | 1071 | 1187 |
| I'm not so tough                                  | 288 | 422 | 506 | 341 | 404 | 418  | 697  | 538 | 714  | 685  | 628  | 759  | 1181 | 1562 | 1551 | 991  | 1076 | 1304 | 1479 | 1613 | 1538 | 1454 |
| Lay Your Weapons Down                             | ×   | ×   | ×   | ×   | ×   | ×    | ×    | ×   | ×    | ×    | ×    | ×    | ×    | ×    | ×    | -    | 1979 | -    | -    | -    | -    | -    |
| Miracle                                           | ×   | ×   | ×   | ×   | ×   | -    | 197  | 158 | 257  | 236  | 317  | 431  | 796  | 938  | 1032 | 787  | 796  | 874  | 1112 | 1116 | 1222 | 1266 |
| Next to Me                                        | ×   | ×   | ×   | ×   | ×   | ×    | ×    | -   | 1346 | 1379 | 1522 | 1670 | -    | -    | -    | -    | -    | -    | -    | -    | -    | -    |
| Open je ogen (met BLØF)                           | ×   | ×   | ×   | ×   | ×   | ×    | ×    | ×   | ×    | ×    | ×    | -    | 1177 | 1841 | 1814 | 1879 | -    | -    | -    | -    | -    | -    |
| Puzzle Me                                         | ×   | ×   | ×   | ×   | ×   | ×    | 515  | 559 | 1241 | 1814 | 1784 | -    | -    | -    | -    | -    | -    | -    | -    | -    | -    | -    |
| So incredible                                     | ×   | ×   | ×   | ×   | ×   | -    | 158  | 134 | 307  | 500  | 435  | 632  | 1009 | 1289 | 1432 | 1075 | 1091 | 1180 | 1534 | 1642 | 1760 | 1579 |
| The Great Escape                                  | ×   | ×   | ×   | ×   | 357 | 1575 | 773  | 626 | 951  | 948  | 1142 | 1522 | -    | -    | -    | -    | -    | -    | -    | -    | -    | -    |
| We Are One                                        | ×   | ×   | ×   | ×   | ×   | ×    | ×    | ×   | ×    | -    | 1388 | 1678 | -    | -    | -    | -    | -    | -    | -    | -    | -    | -    |
| Winter of Love                                    | ×   | ×   | ×   | ×   | ×   | ×    | ×    | ×   | ×    | -    | 1554 | 1966 | -    | -    | -    | -    | -    | -    | -    | -    | -    | -    |
| World of Hurt                                     | 233 | 365 | 412 | 305 | 560 | 413  | 757  | 495 | 544  | 766  | 884  | 1049 | 1327 | 1576 | 1644 | 1324 | 1339 | 1464 | 1750 | 1810 | 1743 | -    |

1. ↑  Een '-' betekent dat het nummer niet was genoteerd, een '×' betekent dat het nummer nog niet was uitgebracht en een vetgedrukt getal geeft de hoogste notering van een nummer aan.
2. ↑  2003 was het eerste jaar met een notering voor Ilse DeLange.

### Dvd's
| Dvd's met hitnoteringen in de DVD Top 30 | Datum van verschijnen' | Datum van binnenkomst | Hoogste positie | Aantal weken | Opmerkingen |
| ---------------------------------------- | ---------------------- | --------------------- | --------------- | ------------ | ----------- |
| Live in Ahoy                             | 2009                   | 29 augustus 2009      | 1(1wk)          | 23           |             |
| Live in Gelredome                        | 2011                   | 11 juni 2011          | 1(1wk)          | 86           |             |